# 참나무방패 소린
참나무방패 소린(Thorin Oakenshield)은 J. R. R. 톨킨의 판타지 소설 《호빗》의 등장인물이다. 소린 2세(Thorin II)로도 불린다. 《호빗》에서 외로운 산으로 스마우그에게 빼앗긴 난쟁이들의 도시를 되찾으러 간다. 스마우그가 죽은 후, 아조그가 쳐들어와 전쟁이 시작되고, 스란두일의 군대와 협력한 소린의 사촌의 군대는 아조그를 상대로 난쟁이와 요정의 승리로 기울어가던 도중, 아조그에게 살해당하고, 전쟁에서는 승리해 난쟁이들의 도시를 되찾고, 왕위는 소린의 재종인 다인이 이어 받는다.

## 같이 보기
- 김리 - 소린의 삼종질(9촌간)로 나인 2세(Náin II)를 한 조상으로 둠